# Sprawiedliwość dystrybutywna

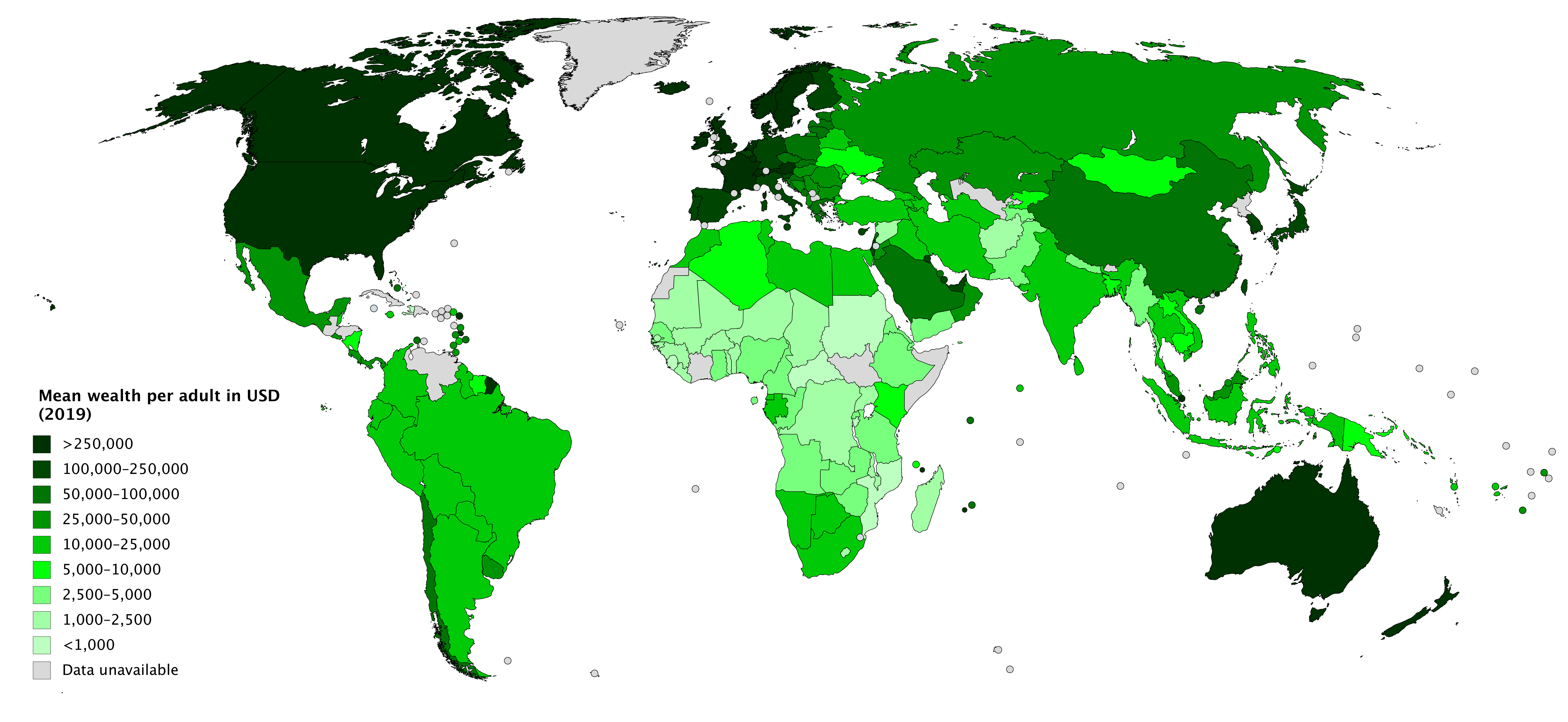
Przeciętne bogactwo obywateli poszczególnych państw w USD w 2019

Sprawiedliwość dystrybutywna – sprawiedliwość odnoszona do podziału dóbr. 
Arystoteles uważał, że koncepcja sprawiedliwości jest różna w wielu społeczeństwach, ale ważne jest, aby każde społeczeństwo miało własną koncepcję sprawiedliwości dystrybutywnej przy użyciu ustanowionej konstytucji i praw, w tym pojęcia praw własności. Jego zdaniem demokracja będzie sprzyjać równemu podziałowi bogactwa w przeciwieństwie do arystokracji (preferowanej przez Arystotelesa), która czynić to będzie zgodnie z cnotami różnych klas. Według tej koncepcji sprawiedliwe jest to, że arystokraci uzyskują nierówny udział w bogactwie, ponieważ używają go do bardziej wartościowych celów niż inni.
Z arystotelesowskiej koncepcji równości demokratycznej można wyekscerpować wskazówki dla polityki sprawiedliwości redystrybutywnej, zgodnie z którą wartościowe aktywa społeczeństwa są cyklicznie redystrybuowane, tak aby osiągnąć mniej więcej równy podział własności. Ogólnie rzecz biorąc, tego rodzaju redystrybucja będzie sprzyjała biednym, a karała bogatych. Natomiast z arystotelesowskiego uznania nierówności arystokratycznej można wyprowadzić skrajnie przeciwną politykę sprawiedliwości redystrybutywnej, w wyniku której aktywa społeczeństwa byłyby cyklicznie przydzielane arystokratom. W stopniu, w jakim arystokraci i ludzie bogaci stanowią analogiczną grupę, podział własności promowałby bogatych, a karał biednych. W każdym przypadku tak rozumiane pojęcie sprawiedliwości dystrybutywnej sprawia, że roszczenia względem własności są tymczasowe, podobnie jak w utylitaryzmie, i w efekcie narażone jest na krytykę.
Istnieje jeszcze inna szkoła myśli filozoficznej odnosząca się do sprawiedliwości dystrybutywnej i własności, podkreślająca sprawiedliwy proces definiowania i egzekwowania praw własności, a nie sprawiedliwy wynik lub końcowy rezultat podziału bogactwa płynącego z własności. Zgodnie z jedną z wersji teorii, każdy podział bogactwa jest sprawiedliwy, pod warunkiem że rozpoczyna się od sprawiedliwej pierwotnej dystrybucji zasobów, a ostateczny podział następuje za pomocą dobrowolnej wymiany. W praktyce oznacza to, że proces dobrowolnej wymiany rynkowej jest sprawiedliwy, a roszczenia względem własności są ustanowione i egzekwowane w sposób najbardziej sprawiedliwy na nieskrępowanym rynku, na którym istnieje wolna i doskonała konkurencja. Zgodnie ze znaną parafrazą stwierdzenia Marksa przez Nozicka: „Od każdego według tego, jak wybiera; każdemu według tego jak wybierają”. Jakikolwiek podział bogactwa ustali się w wyniku sprawiedliwego procesu, będzie on również sprawiedliwy. Dlatego zgodnie z tą teorią redystrybucja własności w celu rozpowszechnienia efektów konkurencji jest niesprawiedliwa.

Sformułowano wiele krytycznych uwag na temat tak rozumianego pojęcia sprawiedliwości dystrybuowanej. Najbardziej znaczące wypowiedzi wskazują na to, że proces konkurencji może prowadzić do wielu wyników podziału, począwszy od takich, w których jednostki mają równy udział, do takich, w których pewna jednostka ma 99% własności, a do podziału między innych pozostaje 1%. Wszystkie wyniki są efektywne, ale jasne jest, że nie wszystkie są słuszne i sprawiedliwe. Pojęcie procesu konkurencyjnego jako sprawiedliwości dystrybutywnej nie jest wystarczającą wskazówką dla projektowania reguł prawa rzeczowego. Musi przynajmniej istnieć dodatkowy niezależny standard, na podstawie którego można oszacować różne początkowe zasoby własności.